# سانتا روزا لا بامبا (مدينة)
سانتا روزا، لا بامبا (بالإسبانية: Santa Rosa, La Pampa)‏ هي منطقة سكنية تقع في الأرجنتين في Department Capital. يقدر عدد سكانها بـ 96,920 نسمة ومساحتها 1,500 كم2 وترتفع عن سطح البحر 175 متر.

## المناخ
يظهر الجدول التالي التغييرات المناخية على مدار السنة لسانتا روزا، لا بامبا:
| البيانات المناخية لـسانتا روزا، لا بامبا | البيانات المناخية لـسانتا روزا، لا بامبا | البيانات المناخية لـسانتا روزا، لا بامبا | البيانات المناخية لـسانتا روزا، لا بامبا | البيانات المناخية لـسانتا روزا، لا بامبا | البيانات المناخية لـسانتا روزا، لا بامبا | البيانات المناخية لـسانتا روزا، لا بامبا | البيانات المناخية لـسانتا روزا، لا بامبا | البيانات المناخية لـسانتا روزا، لا بامبا | البيانات المناخية لـسانتا روزا، لا بامبا | البيانات المناخية لـسانتا روزا، لا بامبا | البيانات المناخية لـسانتا روزا، لا بامبا | البيانات المناخية لـسانتا روزا، لا بامبا | البيانات المناخية لـسانتا روزا، لا بامبا |
| الشهر | يناير                                    | فبراير                                   | مارس                                     | أبريل                                    | مايو                                     | يونيو                                    | يوليو                                    | أغسطس                                    | سبتمبر                                   | أكتوبر                                   | نوفمبر                                   | ديسمبر                                   | المعدل السنوي                            |
| --- | ---------------------------------------- | ---------------------------------------- | ---------------------------------------- | ---------------------------------------- | ---------------------------------------- | ---------------------------------------- | ---------------------------------------- | ---------------------------------------- | ---------------------------------------- | ---------------------------------------- | ---------------------------------------- | ---------------------------------------- | ---------------------------------------- |
| الدرجة القصوى °م (°ف) | 45.7 (114.3)                             | 42.5 (108.5)                             | 39.7 (103.5)                             | 36.5 (97.7)                              | 31.8 (89.2)                              | 27.1 (80.8)                              | 27.8 (82.0)                              | 34.4 (93.9)                              | 35.2 (95.4)                              | 38.0 (100.4)                             | 39.9 (103.8)                             | 42.8 (109.0)                             | 45.7 (114.3)                             |
| متوسط درجة الحرارة الكبرى °م (°ف) | 31.0 (87.8)                              | 29.8 (85.6)                              | 26.9 (80.4)                              | 22.4 (72.3)                              | 18.0 (64.4)                              | 14.7 (58.5)                              | 14.2 (57.6)                              | 17.2 (63.0)                              | 19.7 (67.5)                              | 23.1 (73.6)                              | 26.7 (80.1)                              | 29.8 (85.6)                              | 22.8 (73.0)                              |
| المتوسط اليومي °م (°ف) | 23.6 (74.5)                              | 22.1 (71.8)                              | 19.5 (67.1)                              | 14.9 (58.8)                              | 11.0 (51.8)                              | 7.9 (46.2)                               | 7.2 (45.0)                               | 9.5 (49.1)                               | 12.1 (53.8)                              | 15.9 (60.6)                              | 19.4 (66.9)                              | 22.5 (72.5)                              | 15.5 (59.9)                              |
| متوسط درجة الحرارة الصغرى °م (°ف) | 16.4 (61.5)                              | 15.1 (59.2)                              | 13.4 (56.1)                              | 9.2 (48.6)                               | 5.7 (42.3)                               | 3.0 (37.4)                               | 2.0 (35.6)                               | 3.4 (38.1)                               | 5.7 (42.3)                               | 9.2 (48.6)                               | 12.2 (54.0)                              | 15.1 (59.2)                              | 9.2 (48.6)                               |
| أدنى درجة حرارة °م (°ف) | 0.9 (33.6)                               | 2.3 (36.1)                               | −3.7 (25.3)                              | −7.0 (19.4)                              | −8.6 (16.5)                              | −12.7 (9.1)                              | −12.3 (9.9)                              | −10.0 (14.0)                             | −8.8 (16.2)                              | −4.3 (24.3)                              | −1.2 (29.8)                              | 2.0 (35.6)                               | −12.7 (9.1)                              |
| الهطول مم (إنش) | 94.6 (3.72)                              | 81.0 (3.19)                              | 102.3 (4.03)                             | 58.0 (2.28)                              | 32.9 (1.30)                              | 15.5 (0.61)                              | 21.5 (0.85)                              | 28.1 (1.11)                              | 50.9 (2.00)                              | 74.7 (2.94)                              | 81.7 (3.22)                              | 104.3 (4.11)                             | 745.5 (29.35)                            |
| متوسط أيام هطول الأمطار (≥ 0.1 mm) | 9.1                                      | 6.8                                      | 8.0                                      | 6.0                                      | 5.1                                      | 4.3                                      | 4.3                                      | 3.7                                      | 5.7                                      | 8.5                                      | 7.8                                      | 8.4                                      | 77.7                                     |
| متوسط الرطوبة النسبية (%) | 58.6                                     | 62.6                                     | 69.6                                     | 72.1                                     | 75.4                                     | 75.9                                     | 72.7                                     | 64.8                                     | 63.0                                     | 62.1                                     | 57.6                                     | 55.4                                     | 65.8                                     |
| ساعات سطوع الشمس الشهرية | 319.3                                    | 257.6                                    | 226.3                                    | 195.0                                    | 158.1                                    | 132.0                                    | 145.7                                    | 179.8                                    | 186.0                                    | 226.3                                    | 273.0                                    | 303.8                                    | 2٬602٫9                                  |
| نسبة وصول أشعة الشمس | 71                                       | 68                                       | 59                                       | 59                                       | 50                                       | 45                                       | 47                                       | 54                                       | 53                                       | 56                                       | 65                                       | 67                                       | 58                                       |
| المصدر #1: Servicio Meteorológico Nacional |                                          |                                          |                                          |                                          |                                          |                                          |                                          |                                          |                                          |                                          |                                          |                                          |                                          |
| المصدر #2: الإدارة الوطنية للمحيطات والغلاف الجوي (sun 1961–1990) Meteo Climat (record highs and lows), Oficina de Riesgo Agropecuario (August record high and low only) |                                          |                                          |                                          |                                          |                                          |                                          |                                          |                                          |                                          |                                          |                                          |                                          |                                          |

## معرض صور

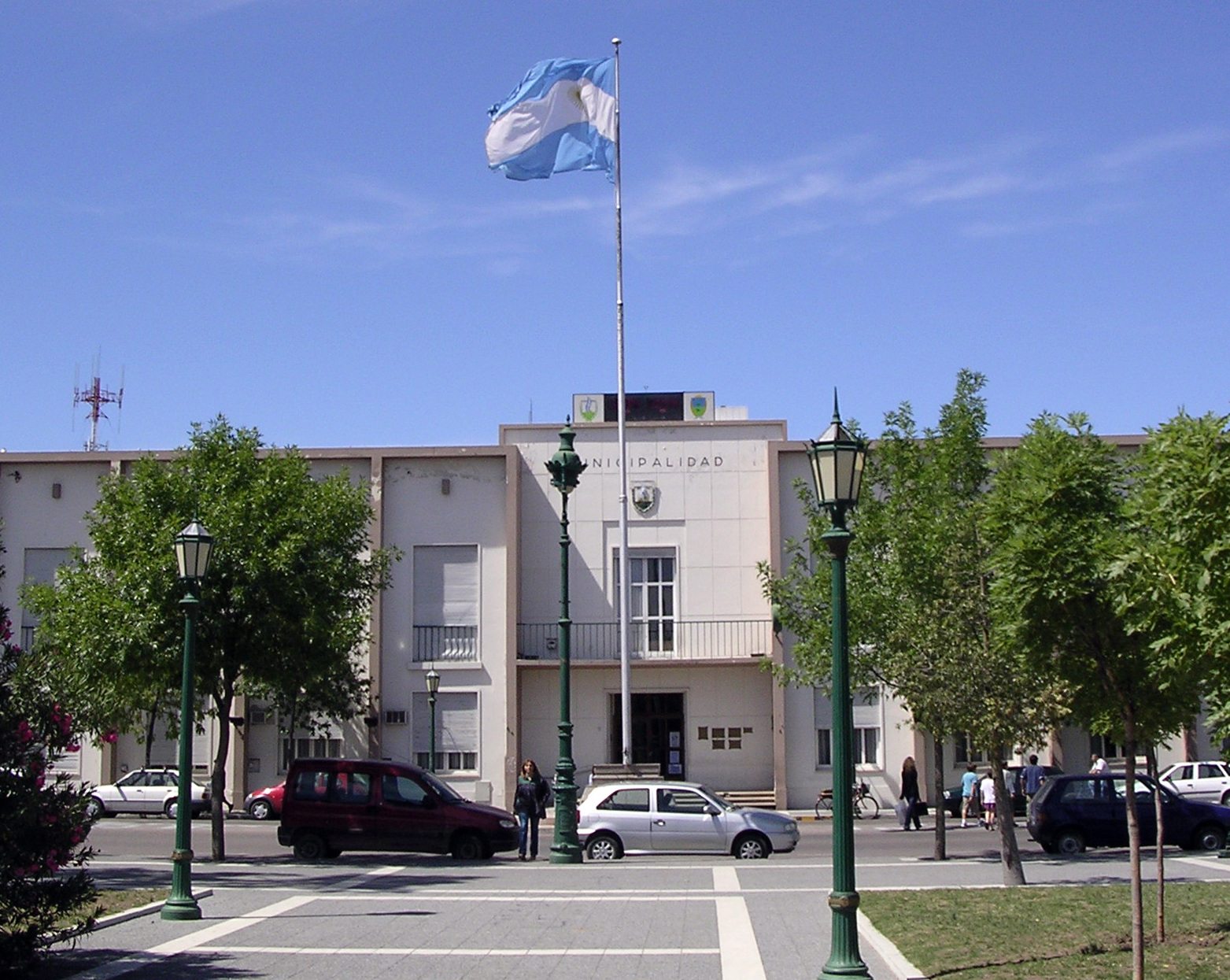
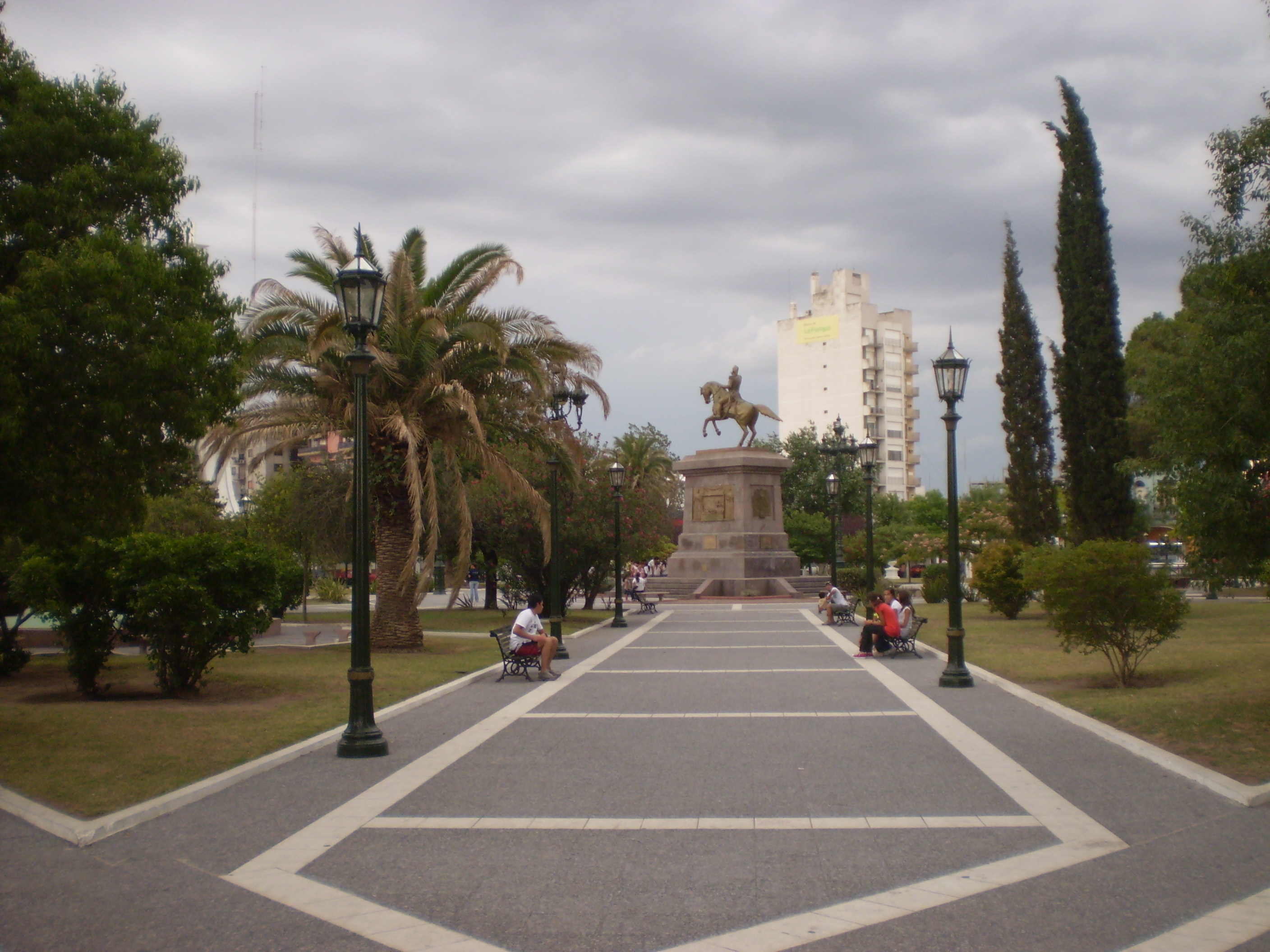
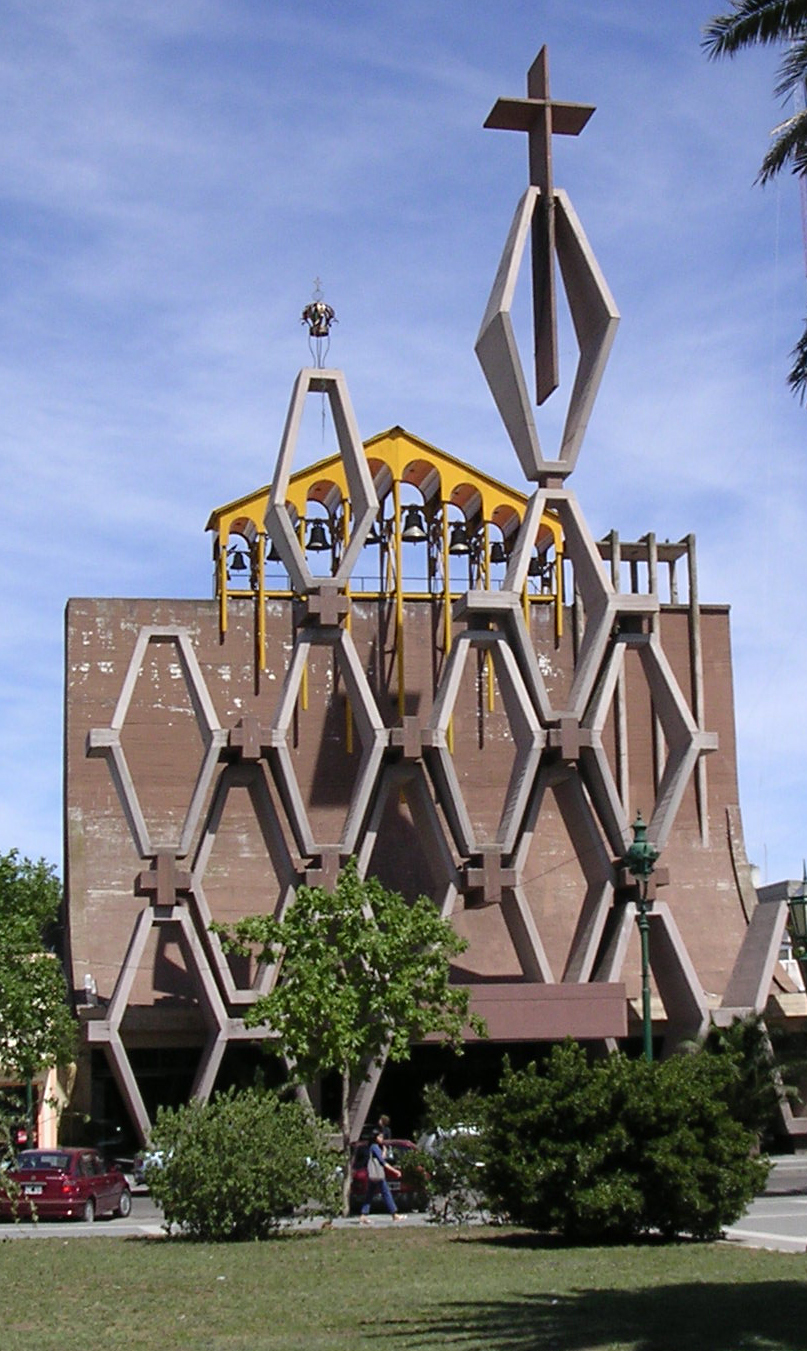

## أعلام
- كلاوديو بياجيو
- ألكسيس بلانكو
- فيرناندو إفانجيليستا
- أوسكار روبرتو كورينغو
- بابلو مارتين أبيل